# Планина (Айдовщина)
Планина (словен. Planina) — поселення в горах в общині Айдовщина. Висота над рівнем моря: 277 метрів.